# Marko Bošnjak
Ne doit pas être confondu avec Marko Bošnjak (juge).
Marko Bošnjak ([mâːrko bǒʃɲaːk]), né le 10 janvier 2004 à Mostar (Bosnie-Herzégovine) est un auteur-compositeur-interprète croate de Bosnie.
Il représente la Croatie au Concours Eurovision de la chanson 2025, qui se déroule du 13 au 17 mai 2025 à Bâle en Suisse, avec sa chanson Poison Cake.

## Carrière
En 2015, il participe à la deuxième saison du télé-crochet pour enfants Pinkove Zvezdice, en Serbie. Il remporte la finale, ce qui le révèle auprès du public serbe.
Le 17 décembre 2021, il est annoncé parmi les participants de Dora 2022, la sélection nationale croate pour l'Eurovision 2022, avec sa chanson Moli za nas. Le 19 février 2022, lors de la finale, il finit à la deuxième place parmi quatorze participants avec 179 points, derrière la gagnante Mia Dimšić. Sa chanson, sortie le 10 février, est son premier single.

Il en sort ensuite trois autres, intitulés Pjesma za kraj, Spokojan et Nema, entre 2022 et 2023,,.
En juin 2024, il participe à la Zagreb Pride, et en septembre, il participe à un concert caritatif au Klub Močvara de Zagreb, en soutien à la population gazaouie, dont les fonds sont reversés à l'UNRWA.
Le 5 décembre 2024, il est annoncé comme l'un des participants à Dora 2025, la sélection nationale croate pour l'Eurovision 2025, avec la chanson Poison Cake. Le 2 mars 2025, il remporte la finale, devenant ainsi le représentant croate à l'Eurovision. Il participe à la première demi-finale du 13 mai, mais ne parvient pas à se qualifier pour la finale.

## Vie privée
Marko effectue son coming-out gay en 2024.

## Discographie

### Singles
- 2022 – Moli za nas
- 2022 – Pjesma za kraj
- 2023 – Spokojan
- 2023 – Nema
- 2024 – Pusti me
- 2024 – Asfalt (avec Iva Lorens)
- 2024 – Takav dan
- 2024 – Zdravo budi mladi kralju
- 2025 – Poison Cake